# Barry Pickering
Barry Pickering   (Nova Zelanda, 12 de desembre de 1956) és un exfutbolista neozelandès de la dècada de 1980.
Fou internacional amb la selecció de futbol de Nova Zelanda amb la qual participà a la Copa del Món de futbol de 1982.
Pel que fa a clubs, destacà a Miramar Rangers.